# Ce Tecpatl Mixcoatl
Ce Tecpatl Mixcoatl (I-Vuursteen Wolkenslang of Offermes) of Mixcoatl Totepeuh (Mixcoatl de Veroveraar) was een Chichimeekse leider uit de 10e eeuw. Hij leidde zijn volk naar het Dal van Mexico en hij stichtte daar de stad Culhuacan. Hij was de vader van Topiltzin Ce Acatl Quetzalcoatl, wiens volgelingen Tolteken (uitmuntende kunstenaars) waren. Mixcoatl werd kort voor diens geboorte gedood door een vijand. Topiltzins moeder Chimalman stierf in het kraambed.
De Azteekse god Mixcoatl vindt waarschijnlijk zijn oorsprong in de legendes omtrent Ce Tecpatl Mixcoatl.